# Bracon sphaerocephalus
Bracon sphaerocephalus är en stekelart som beskrevs av Győző Szépligeti 1901. Bracon sphaerocephalus ingår i släktet Bracon och familjen bracksteklar. Inga underarter finns listade.